# Canichanes
Els canichanes (canesi, canisi, canechi o kanisianes) són una ètnia ameríndia de la Amazònia establerta en el municipi de San Javier de la provincia de Cercado al departament de Beni a Bolívia. La comunitat principal s'anomena San Pedro Nuevo.
El canichana constitueix una llengua aïllada que només és parlada per 3 persones.
Des de la promulgació del decret suprem Núm. 25894 l'11 de setembre de 2000 el canichana és una de les llengües indígenes oficials de Bolívia, el que va ser inclòs en la Constitució Política en ser promulgada el 7 de febrer de 2009.
Després de l'establiment de les missions jesuítiques de Bolívia els canichanes van ser agrupats en la reducció de San Pedro de los Canichanas. Allí van desenvolupar noves activitats: l'agricultura, la fusta i joieria. Durant l'auge del cautxú a partir de la segona meitat del segle xix, el seu talent per a treballar la fusta es va utilitzar en la fabricació de canoas.
A causa de la falta de terres, la seva activitat econòmica va disminuir i practiquen una agricultura de subsistència i la cria d'ovelles. També contracten els seus serveis amb els ramaders de la regió. També a causa de la falta de terra disponible en la seva àrea, no s'han presentat reclamacions en relació amb la creació d'un territori assignat a ells de propietat col·lectiva.
Una estimació de 1996 donava una població de 582 individus. La població que es va autoreconèixer com canichana en el cens bolivià de 2001 va ser de 208 persones, mentre que aquest número va augmentar a 899 en el cens de 2012.